# A Brea (Lamela)
A Brea es una aldea española situada en la parroquia de Lamela, del municipio de Silleda, en la provincia de Pontevedra, Galicia. En 2025 contaba con 10 habitantes.

## Demografía
| Gráfica de evolución demográfica de A Brea entre 2000 y 2024 |
|                                                              |
| Datos según el nomenclátor publicado por el INE.             |